# امام‌قلی‌کند
امام‌قلی‌کند (به لاتین: İmamqulukənd) یک منطقه مسکونی در جمهوری آذربایجان است که در شهرستان قوسار واقع شده است. امام‌قلی‌کند ۲۷۹۸ نفر جمعیت دارد.